# Aiguille de la République
L'aiguille de la République, qui culmine à 3 305 m d'altitude, est l'une des aiguilles de Chamonix dans le massif du Mont-Blanc. Elle se détache du flanc nord-est de l'aiguille des Grands Charmoz.
Elle doit son nom à son profil de bonnet phrygien. Son monolithe sommital de quinze mètres, particulièrement raide et lisse (dont l'escalade avait repoussé le grand guide Joseph Ravanel quelques jours plus tôt) fut gravi pour la première fois le 29 juillet 1904 par H.E. Beaujard avec le guide Joseph Simond et les porteurs Louis Simond et Alfred Tournier. Joseph Simond utilisa une arbalète qu'il s'était fait envoyer de Paris, afin de faire passer une corde à nœuds par-dessus le sommet. Le lancer de corde resta la manière classique de la gravir jusqu'en 1971 où une ligne de pitons à expansion fut plantée par MM. Bouttet, Germain et Mollier avec Mlle Lange, afin d'y accéder en « tire-clous ». Le passage se gravit aussi aujourd'hui en libre avec la cotation 6c.